# Disturbo dell'adattamento
Un disturbo dell'adattamento (adjustment disorder, AD) si verifica quando un individuo ha difficoltà significative ad adattarsi o ad affrontare un fattore di stress psicosociale significativo. La risposta disadattiva di solito comporta reazioni emotive e comportamentali altrimenti normali che si manifestano più intensamente del solito (tenendo conto dei fattori contestuali e culturali), causando un forte disagio, preoccupazione per il fattore di stress e le sue conseguenze, e compromissione funzionale.
La diagnosi di AjD è abbastanza comune; c'è un'incidenza stimata del 5–21% nei servizi di consulenza psichiatrica per adulti. Le donne adulte ricevono questa diagnosi due volte più spesso degli uomini adulti. Tra i bambini e gli adolescenti, ragazze e ragazzi hanno la stessa probabilità di ricevere questa diagnosi. Il AjD è stato introdotto nel Manuale diagnostico e statistico dei disturbi mentali nel 1980. In precedenza, era chiamato "disturbo situazionale transitorio".

## Sintomatologia
Alcuni segni emotivi di disturbo dell'adattamento sono: tristezza, disperazione, mancanza di divertimento, pianto, nervosismo, ansia, sentirsi sopraffatti e pensieri suicidi, prestazioni scadenti a scuola/al lavoro ecc.
Le caratteristiche comuni dell'AjD includono sintomi depressivi lievi, sintomi di ansia e sintomi di stress traumatico o una combinazione dei tre. Secondo il DSM-5, ci sono sei tipi di AjD, che sono caratterizzati dai seguenti sintomi predominanti: umore depresso, ansia, depressione mista ad ansia, disturbo della condotta, disturbo misto di emozioni e condotta, e "non specificato". Tuttavia, i criteri per questi quadri clinici non sono specificati in maggiore dettaglio. Il AjD può essere acuto o cronico, a seconda che duri più o meno di sei mesi. Secondo il DSM-5, se il AjD dura meno di sei mesi, può essere considerato acuto. Se dura più di sei mesi, può essere considerato cronico. Inoltre, i sintomi non possono durare più di sei mesi dopo che i fattori di stress o le sue conseguenze sono terminati. Tuttavia, il disturbo correlato allo stress non esiste solo come esacerbazione di un disturbo mentale preesistente.
A differenza della depressione maggiore, il disturbo è causato da un fattore di stress esterno e generalmente si risolve una volta che l'individuo è in grado di adattarsi alla situazione. La condizione è diversa dal disturbo d'ansia, che manca della presenza di un fattore di stress, o dal disturbo da stress post-traumatico e dal disturbo acuto da stress, che di solito sono associati a un fattore di stress più intenso.
Il comportamento suicidario è prominente tra le persone con AjD di tutte le età e fino a un quinto degli adolescenti vittime di suicidio può avere un disturbo dell'adattamento. Bronish e Hecht (1989) hanno scoperto che il 70% di una serie di pazienti con AjD ha tentato il suicidio immediatamente prima della loro accettazione e si sono rimessi più velocemente di un gruppo di confronto con depressione maggiore. Asnis et al. (1993) hanno scoperto che i pazienti affetti da AjD riferiscono di ideazione persistente o tentativi di suicidio meno frequentemente di quelli a cui è stata diagnosticata la depressione maggiore. Secondo uno studio su 82 pazienti affetti da AjD in una clinica, Bolu et al. (2012) hanno scoperto che 22 (26,8%) di questi pazienti erano stati ammessi a causa di un tentativo di suicidio, in linea con i risultati precedenti. Inoltre, è stato riscontrato che 15 di questi pazienti (su 22) avevano scelto metodi di suicidio che comportavano alte possibilità di essere salvati. Henriksson et al. (2005) afferma statisticamente che i fattori di stress sono per metà correlati a problemi con i genitori e per un terzo a problemi tra pari.
Un'ipotesi sul AjD è che possa rappresentare una sindrome clinica sotto la soglia.

## Fattori di rischio
Le persone esposte a traumi ripetuti sono maggiormente a rischio, anche se quel trauma è in un lontano passato. L'età può essere un fattore perché i bambini piccoli hanno meno risorse per il coping; i bambini hanno anche meno probabilità di valutare le conseguenze di un potenziale fattore di stress.
Un fattore di stress è generalmente un evento di natura grave e insolita che un individuo o un gruppo di individui sperimenta. I fattori di stress che causano disturbi dell'adattamento possono essere gravemente traumatici o relativamente minori, come la perdita di un partner, una pagella scadente o il trasferimento in un nuovo quartiere. Si pensa che più il fattore di stress è cronico o ricorrente, più è probabile che produca un disturbo. La natura oggettiva del fattore di stress è di secondaria importanza. Il legame più cruciale dei fattori di stress con il loro potenziale patogeno è la loro percezione da parte del paziente come stressante. La presenza di un fattore di stress causale è essenziale prima di poter fare una diagnosi di disturbo dell'adattamento.
Ci sono alcuni fattori di stress che sono più comuni nei diversi gruppi di età.
In età adulta:
- conflitto coniugale;
- conflitto finanziario;
- problemi di salute per se stessi, partner o figli a carico;
- tragedie personali come la morte o la perdita personale;
- perdita del lavoro o condizioni di lavoro instabili, ad esempio acquisizione o licenziamento di un'azienda.

Nell'infanzia e nell'adolescenza:
- conflitto familiare o separazione dei genitori;
- problemi scolastici o cambio di scuola;
- problemi di sessualità;
- morte, malattia o trauma in famiglia.

In uno studio condotto dal 1990 al 1994 su 89 adolescenti psichiatrici ambulatoriali, il 25% aveva tentato il suicidio, di cui il 37,5% aveva abusato di alcol, l'87,5% mostrava un comportamento aggressivo, il 12,5% aveva difficoltà di apprendimento e l'87,5% aveva sintomi di ansia.

## Diagnosi

### Classificazione secondo il DSM-5
La base della diagnosi è la presenza di un fattore di stress precipitante e una valutazione clinica della possibilità di risoluzione dei sintomi alla rimozione del fattore di stress a causa delle limitazioni nei criteri per la diagnosi di AjD. Inoltre, la diagnosi di AjD è meno chiara quando i pazienti sono esposti a fattori di stress a lungo termine, perché questo tipo di esposizione è associato ad AjD e disturbo depressivo maggiore (MDD) e disturbo d'ansia generalizzato (GAD).
Alcuni segni e criteri utilizzati per stabilire una diagnosi sono importanti. In primo luogo, i sintomi devono seguire chiaramente un fattore di stress. I sintomi dovrebbero essere più gravi di quanto ci si aspetterebbe. Non dovrebbero apparire altri disturbi sottostanti. I sintomi che sono presenti non fanno parte di un normale lutto per la morte di un membro della famiglia o di un'altra persona cara.
I disturbi dell'adattamento hanno la capacità di essere autolimitanti. Entro cinque anni dalla diagnosi iniziale, circa il 20-50% dei malati riceve la diagnosi di disturbi psichiatrici più gravi.

### Classificazione secondo il ICD-11
L'undicesima revisione della Classificazione statistica internazionale delle malattie e dei problemi di salute correlati (ICD-11) classifica il disturbo dell'adattamento (6B43) in "Disturbi specificamente associati allo stress".

## Terapia
Ci sono state poche ricerche sistematiche sul modo migliore per gestire gli individui con un disturbo dell'adattamento. Poiché il recupero naturale è la norma, è stato affermato che non è necessario intervenire a meno che i livelli di rischio o di angoscia non siano elevati. Tuttavia, per alcuni individui il trattamento può essere utile. I malati di AjD con sintomi depressivi o ansiosi possono trarre beneficio dai trattamenti solitamente utilizzati per i disturbi depressivi o d'ansia. Uno studio ha scoperto che i malati di AjD hanno ricevuto interventi simili a quelli con altre diagnosi psichiatriche, tra cui terapia psicologica e farmaci.
Oltre all'aiuto professionale, i genitori e gli operatori sanitari possono aiutare i loro figli con le loro difficoltà di adattamento:
- incoraggiare a parlare delle proprie emozioni;
- offrire supporto e comprensione;
- rassicurare il figlio/la figlia che le sue reazioni sono normali;
- coinvolgere gli insegnanti del figlio/a per verificare i progressi a scuola;
- lasciare che il figlio/a prenda decisioni semplici a casa, come cosa mangiare per cena o quale programma guardare in TV;
- fare in modo che il figlio/a si impegni in un hobby o in un'attività che gli piace.

## Controversie
Come molti degli item del DSM, il disturbo dell'adattamento riceve critiche da una minoranza della comunità professionale e da coloro che svolgono professioni semi-correlate al di fuori del campo sanitario. In primo luogo, sono state mosse critiche alla sua classificazione. È stato criticato per la mancanza di specificità dei suoi sintomi, per i parametri comportamentali e per gli stretti legami con fattori ambientali. Su questa condizione è stata fatta relativamente poca ricerca.
Un editoriale del British Journal of Psychiatry descriveva il disturbo dell'adattamento come "così vago e onnicomprensivo... da essere inutile", ma è stato mantenuto nel DSM-5 a causa della convinzione che serva a scopo clinico per i medici che cercano un'etichetta temporanea, lieve, non stigmatizzante, in particolare per i pazienti che necessitano di una diagnosi per la copertura assicurativa della terapia.
Nell'esercito americano c'è stata preoccupazione per la sua diagnosi nel personale militare in servizio attivo.